# レインボー観光自動車
レインボー観光自動車株式会社（レインボーかんこうじどうしゃ）は、福井県三方郡および三方上中郡を拠点とする貸切バスの運行会社である。ここでは同社が委託運行する若狭町営バス（わかさちょうえいバス）の解説も行う。

## 概要
福井鉄道のグループ企業で観光バス事業のほか、若狭町のコミュニティバスや中学校のスクールバスを運行している。かつては美浜町コミュニティバスの委託運行も行っていたが、現在は撤退している。本社の横にある給油所はかつて、JOMOの代理店（JOMOオアシス三方給油所）であったが、現在は福鉄商事と同様に特定のブランド名が付いていない。
ちなみに社名の「レインボー」は、三方五湖有料道路「レインボーライン」から取ったものである。所有車両は三菱製が大半を占めるが、町営バスの専用車として日野・ポンチョが在籍する。

## 沿革
- 1976年（昭和51年）
  - 3月1日：会社設立[1]。
  - 6月：名古屋陸運局（現：国土交通省中部運輸局愛知運輸支局）から一般貸切旅客自動車運送業の認可を受け、創業する[1]。
- 1978年（昭和53年）7月：レインボー三方給油所（現：レインボー三方サービスステーション）を開設する[1]。
- 1979年（昭和54年）6月：国内旅行業務取扱管理者の認可を得る[1]。
- 2003年（平成15年）4月1日：若狭町営バスの運行を開始する[5]。
- 2020年（令和2年）6月：募集型企画旅行の認可を得る[1]。

## 事業所
本社営業所
- 福井県三方上中郡若狭町気山233-8[1]

レインボー三方サービスステーション（ガソリンスタンド）
- 福井県三方上中郡若狭町気山230-10-1

## 若狭町営バス
若狭町からの委託によって運行するコミュニティバスである。同コミュニティバスは下記の路線を運行している。

### 常神・三方線
常神半島から三方五湖の南側を経て、レイクヒルズ美方病院に至る路線である。
- 常神 - 龍宮 - 神子 - 岬小学校前 - 遊子 - 塩坂越 - 伊良積 - 世久津 - 別所川（梅の里小） - 田井野 - 成出（） - 藤ヶ崎 - 縄文ロマンパーク - 鳥浜 - 三方庁舎前 - 三方中学校 - 三方駅 - （三方駅口 → ）観音前 - 新中山 - 気山（ ← レイクタウン上瀬口） - 美方高校前 - レイクヒルズ

備考
- 常神発のうち、朝の1便は［常神 → 別所川（梅の里小）］間のみを運行する（※土曜・日曜・祝日と夏休みなどの休校期間（3月25日 - 4月7日、7月21日 - 8月29日、12月24日 - 翌年1月7日）は運休）。
- 常神発の午前1便と午後の全便は平日のみ予約運行路線（※要電話予約）として運行する。なお、午後に運行する便は「三方中学校」停留所を経由しない。

運賃に関して
- 幼児・小学生が通園・通学するために乗車する場合は運賃が免除される。定期券（通学（高校生のみ）・通勤）と回数券の販売も行っている。